# 蒸水蛋
蒸水蛋（じょうすいたん、Chinese steamed egg）は、中国全土で見られる伝統的な中華料理である。オムレツに使うのと同程度まで卵を溶いてから蒸し上げた料理である。メニューでは、egg custardと書かれることもある。

## 作り方
卵を溶き、水を加えて柔らかい食感とする。水と卵の比率は、1.5:1が良い。ごま油、醤油、鶏出汁を加えることもある。
キノコ、貝、カニ肉等の具材を加えることもある。この卵液を皿に流し、完全に加熱されるまで蒸す。ちょうど固まるまで蒸すことで、滑らかで絹のような食感となる。通常、蒸している間、卵液を入れた椀の上に皿を載せておく。皿を載せないと、蒸し上がった卵の上に蒸気由来の水が溜まってしまう。
4つの卵を用いた場合、水で作った時には10分間、鶏出汁で作った時には7分間の蒸し時間となる。しかし、これに加えて水を沸かす時間が別途必要である。

### 他の調理法
電子レンジや圧力鍋を使って作ることもできる。出汁を使うと調理時間を短縮できるが、同じ品質にはならない。

## バリエーション
家庭で作るものには、ネギ、皮蛋、干しエビ等を入れることがある。これらの具材は、蒸す前に卵液に入れる。醤油をかけることもある。